# El Molino (Namiquipa)
El Molino es una localidad del estado mexicano de Chihuahua. Es parte del municipio de Namiquipa.

## Demografía
| Gráfica de evolución demográfica |
|                                  |

| Censo | Población |
| ----- | --------- |
| 1910  | 75        |
| 1921  | 728       |
| 1930  | 1 016     |
| 1940  | 862       |
| 1950  | 1 334     |
| 1960  | 1 487     |
| 1970  | 2 496     |
| 1980  | 2 377     |
| 1990  | 2 564     |
| 2000  | 1 950     |
| 2010  | 2 176     |
| 2020  | 2 272     |